# Ian Callaghan
Ian Robert Callaghan (ur. 10 kwietnia 1942 w Liverpoolu), były angielski piłkarz, pomocnik. Mistrz świata z roku 1966.
Callaghan jest jedną z legend Liverpool F.C. i rekordzistą w liczbie występów w barwach zespołu z Anfield Road. W latach 1960–1978 rozegrał 857 spotkań (68 bramek), w tym 640 ligowych. Miał udział we wszystkich sukcesach Liverpoolu z tego okresu. Pięciokrotnie zdobywał tytuł mistrza kraju (1964, 1966. 1973, 1976, 1977), dwa razy wywalczył Puchar UEFA (1973, 1976) oraz Puchar Europy (1977, 1978). W 1974 został piłkarzem roku w Anglii w plebiscycie dziennikarzy.
W reprezentacji Anglii zagrał 4 razy. Debiutował w 26 czerwca 1966 w meczu z Finlandią, krótko przed turniejem finałowym MŚ. Kolejny mecz rozegrał już podczas finałów - 20 lipca Anglia wygrała 2:0 z Francją. Występ ten dał mu tytuł mistrza świata. Po tym meczu Callaghan na długie lata zniknął z kadry. Wrócił do niej dopiero w 1977 (po jedenastu latach przerwy) i będąc dobrze po trzydziestce zagrał jeszcze dwa spotkania.